# معهد المناطق القاحلة بمدنين
معهد المناطق القاحلة بمدنين (بالفرنسية: Institut des régions arides de Médenine)‏ هو مؤسسة بحثية تونسية تأسس بمقتضى القانون عدد 6 المؤرخ في 6 يناير 1976، ويقع في مدنين (جنوب شرق البلاد) وتابع لجامعة قابس، وتشارك وزارة الفلاحة والبيئة في الإشراف عليه.

## المهام
مهام المعهد حسب الفصل الثاني من قانون تأسيسه هي:
- القيام بدراسات ذات صبغة اقتصادية واجتماعية متعلقة بالفلاحة وكذلك ما يخص القحولة والتصحر..
- تنسيق وتنشيط النشاطات والأشغال التي تقوم بها مختلف المؤسسات بالمناطق القاحلة.
- المشاركة مع المصالح الإدارية والمؤسسات المهنية وذلك بالمساهمة في نشاطات الدراسات المتعلقة بالتعليم والإرشاد بالمناطق المذكورة.
- المشاركة في أعمال الحث على حماية الطبيعة واستعمال منظم للموارد الطبيعية.
- إجراء تحليل ودرس النتائج المتحصل عليها قصد المشاركة في إعداد وتوجيه برامج التنمية في هذا الميدان وتعميم الوسائل الفنية الحديثة والمساهمة في إنجاز برامج التكوين المهني وتحسينه.
- القيام بالمهام التي تعهد إليه من طرف الحكومة في نطاق مشمولاته والتي ترمي بالنهوض بالمناطق القاحلة فنيا واقتصاديا.

## روابط خارجية
- الموقع الرسمي.